# Madonne col Bambino da due tabernacoli lucchesi
Le Madonne col Bambino da due tabernacoli lucchesi sono una coppia di sculture in terracotta con tracce di policromia (h. 86 cm circa) attribuite a Donatello, databile al 1406-1408 circa e conservate nel Museo nazionale di Villa Guinigi a Lucca.

## Storia e descrizione
Le due Madonne ad altorilievo e a mezza figura provengono entrambe da due tabernacoli del centro storico di Lucca, dove vennero riconosciute solo negli anni '80 del Novecento sotto pesanti strati di ridipinture. Un tempo policrome, vennero attribuite a Donatello o tutt'al più a un suo vicino collaboratore, come Nanni di Bartolo. Oggi si propende di più per l'assegnazione al maestro, con una datazione giovanile, alla quale fanno riferimento anche altre opere dalla prorompente fisicità delle figure, come la Madonna Huldschinsky del Bode-Museum.
Sebbene in quegli anni si andasse diffondendo a Firenze la produzione in serie di Madonne devozionali tramite stampi, le due opere lucchesi mostrano una differenziazione individuale che le rende uniche. A partire da uno schema triangolare simile, con un analogo slancio del bambino verso la madre descritto teneramente, esse sviluppano porzioni a tutto tondo, come le teste, con un'attenzione al realismo e alla psicologia. Il panneggio anima i contorni e si adatta all'anatomia delle figure, ricadendo secondo le leggi della gravità ed evitando ormai quei giochi lineari tipici della precedente fase gotica.
La presenza di opere innovative del primo Rinascimento fiorentino, se pervenute in città in antico, testimonierebbe il precoce interesse di Paolo Guinigi, signore della città, per le avanguardie artistiche, che avrebbe spianato di lì a poco l'arrivo in città di Jacopo della Quercia.